# Comissariado contra a Corrupção
O Comissariado contra a Corrupção (CCAC) (em chinês: 廉政公署) é um serviço público da Região Administrativa Especial de Macau, que funciona independentemente e foi criado ao abrigo do artigo 59.º da Lei Básica de Macau. O Comissariado contra a Corrupção é um órgão independente e responde apenas perante o Chefe do Executivo, cujas atribuições principais se reconduzem ao combate à corrupção e à provedoria de justiça. O actual comissário contra a Corrupção é o Chan Tsz King.

## História

### Origem do Comissariado contra a Corrupção de Macau
O Comissariado contra a Corrupção de Macau, um órgão público e independente, tem como principal objectivo o combate à corrupção e à ilegalidade administrativa, sendo seu antecessor o Alto Comissariado Contra a Corrupção e a Ilegalidade Administrativa (ACCCIA).
Em 1975, a administração portuguesa de Macau projectou a criação de um órgão vocacionado para o combate à corrupção. Mas, decorridos 17 anos e sucedendo-se vários governadores, os progressos foram poucos, ficando o combate à corrupção, de forma limitada, a cargo da Polícia Judiciária. O Alto Comissariado Contra a Corrupção e a Ilegalidade Administrativa acabaria por ser criado em 1992, altura em que a administração portuguesa de Macau concluiu o respectivo processo legislativo. No entanto, a falta de recursos e de poderes dificultou os trabalhos do ACCCIA.

### Criação do Comissariado contra a Corrupção
A 20 de Dezembro de 1999, data do estabelecimento da Região Administrativa Especial de Macau, foi criado, ao abrigo do artigo 59.º da Lei Básica de Macau, o Comissariado contra a Corrupção (CCAC), órgão independente, cujas atribuições principais se reconduzem ao combate à corrupção e à provedoria de justiça. O Comissário contra a Corrupção responde apenas perante o Chefe do Executivo.

### Acontecimentos importantes ocorridos ao longo dos anos
- Em 6 de Março de 1992, as instalações do ACCCIA, situadas na Rua Sanches de Miranda, n.º 3, foram abertas formalmente ao público.
- Em 1 de Abril de 1997, o diploma legal que reviu as atribuições e competências do ACCCIA entrou em vigor, introduzindo a figura dos "agentes infiltrados" e o recurso a informadores, podendo estes ser dispensados de pena no caso de contribuírem para a investigação de casos de corrupção.
- Em 28 de Agosto de 1998, a Lei n.º 3/98/M (Declaração e Controlo Público de Rendimentos e Interesses Patrimoniais) entrou em vigor.[1] Nos termos desta lei, todos os funcionários públicos ficaram obrigados a apresentar uma declaração relativa à sua situação patrimonial própria e à do seu cônjuge. As declarações apresentadas eram tratadas pelo ACCCIA e pelo Tribunal Superior de Justiça
- Em 20 de Dezembro de 1999, foi criado o Comissariado contra a Corrupção (CCAC) da Região Administrativa Especial de Macau.
- Em 15 de Agosto de 2000, entrou em vigor a Lei n.º 10/2000 (Comissariado contra a Corrupção da Região Administrativa Especial de Macau)[2] , demonstrando a determinação do Governo da RAEM no combate à corrupção, na instituição de uma administração íntegra e na concretização desta vontade no plano legal.
- Em 1 de Agosto de 2001, entrou em vigor o Despacho do Chefe do Executivo n.° 164/2001 que cria a “Comissão especializada para a fiscalização dos problemas relacionados com queixas contra a disciplina do pessoal do CCAC”[3], sendo a Comissão composta por cincos membros, cujo mandato tem a duração de 3 anos, renovável.
- Em 1 de Setembro de 2003, a Lei n.º 11/2003 (Declaração de Rendimentos e Interesses Patrimoniais) entrou em vigor[4].
- Em Janeiro de 2004, a primeira Delegação do CCAC (Delegação do CCAC na Areia Preta) foi estabelecida, fornecendo aos cidadãos um canal acessível para pedidos de consulta e apresentação de queixas e denúncias.
- Em 10 de Fevereiro de 2009, o Regulamento Administrativo n.º 3/2009 (Organização e Funcionamento do Serviço do Comissariado contra a Corrupção) entrou em vigor[5].
- Em 1 de Março de 2010, a Lei n.º 19/2009 (Prevenção e Repressão da Corrupção no Sector Privado) entrou em vigor e as competências do CCAC foram alargadas ao sector privado[6].
- Em 27 de Março de 2012, entrou em vigor a Lei n.º 4/2012 (Alteração à Lei n.º 10/2000 “Comissariado contra a Corrupção da Região Administrativa Especial de Macau”)[7].
- Em 19 de Março de 2013, o Regulamento Administrativo n.º 3/2013 (Alteração ao Regulamento Administrativo n.º 3/2009 “Organização e Funcionamento do Serviço do Comissariado contra a Corrupção”) entrou em vigor[8].
- Em 22 de Abril de 2013, a Lei n.º 1/2013 (Alteração à Lei n.° 11/2003 “Declaração de Rendimentos e Interesses Patrimoniais”) entrou em vigor[9]. A Lei determina a publicitação de uma parte dos bens patrimoniais e interesses bem como dos cargos públicos ou funções exercidos em entidades fora da função pública dos titulares dos cargos equiparados ou superiores ao cargo de subdirector.
- Em 1 de Janeiro de 2015, a Lei n.º 10/2014 (Regime de prevenção e repressão dos actos de corrupção no comércio externo) entrou em vigor[10].

## Estrutura orgânica
|  |  |                              |                              |                              |                              |                              |                              |  |  |                                    |                                    |                                    |                                    |                                    |                                    |  |  |                                           |                                           |                                           |                                           |                                           |                                           |  |  |                                                     |                                                     |                                                     |                                                     |                                                     |                                                     |                                  |                                  |                                  |                                  |                                  |                                  |                        |                        | Serviço de Comissariado contra a Corrupção |                                          |                                          |                                          |                                          |                                          |                                 |                                 |                                  |                                  |                                                  |                                                  |                                                  |                                                  |                                                  |                                                  |                               |                               |                                                         |                                                         |                                                         |                                                         |                                                         |                                                         |  |  |                                                |                                                |                                                |                                                |                                                |                                                |  |  |                                  |                                  |                                  |                                  |                                  |                                  |  |  |  |  |  |  |  |  |  |  |                        |                        |                        |                        |                        |                        |  |  |
|  |  |                              |                              |                              |                              |                              |                              |  |  |                                    |                                    |                                    |                                    |                                    |                                    |  |  |                                           |                                           |                                           |                                           |                                           |                                           |  |  |                                                     |                                                     |                                                     |                                                     |                                                     |                                                     |                                  |                                  |                                  |                                  |                                  |                                  |                        |                        |                                            |                                          |                                          |                                          |                                          |                                          |                                 |                                 |                                  |                                  |                                                  |                                                  |                                                  |                                                  |                                                  |                                                  |                               |                               |                                                         |                                                         |                                                         |                                                         |                                                         |                                                         |  |  |                                                |                                                |                                                |                                                |                                                |                                                |  |  |                                  |                                  |                                  |                                  |                                  |                                  |  |  |  |  |  |  |  |  |  |  |                        |                        |                        |                        |                        |                        |  |  |
|  |  |                              |                              |                              |                              |                              |                              |  |  |                                    |                                    |                                    |                                    |                                    |                                    |  |  |                                           |                                           |                                           |                                           |                                           |                                           |  |  |                                                     |                                                     |                                                     |                                                     |                                                     |                                                     |                                  |                                  |                                  |                                  |                                  |                                  |                        |                        |                                            |                                          |                                          |                                          |                                          |                                          |                                 |                                 |                                  |                                  |                                                  |                                                  |                                                  |                                                  |                                                  |                                                  |                               |                               |                                                         |                                                         |                                                         |                                                         |                                                         |                                                         |  |  |                                                |                                                |                                                |                                                |                                                |                                                |  |  |                                  |                                  |                                  |                                  |                                  |                                  |  |  |  |  |  |  |  |  |  |  |                        |                        |                        |                        |                        |                        |  |  |
|  |  |                              |                              |                              |                              |                              |                              |  |  |                                    |                                    |                                    |                                    |                                    |                                    |  |  | Gabinete do Comissário contra a Corrupção | Gabinete do Comissário contra a Corrupção | Gabinete do Comissário contra a Corrupção | Gabinete do Comissário contra a Corrupção | Gabinete do Comissário contra a Corrupção | Gabinete do Comissário contra a Corrupção |  |  |                                                     |                                                     |                                                     |                                                     |                                                     |                                                     |                                  |                                  |                                  |                                  |                                  |                                  |                        |                        | Direcção dos Serviços contra a Corrupção   | Direcção dos Serviços contra a Corrupção | Direcção dos Serviços contra a Corrupção | Direcção dos Serviços contra a Corrupção | Direcção dos Serviços contra a Corrupção | Direcção dos Serviços contra a Corrupção |                                 |                                 |                                  |                                  |                                                  |                                                  |                                                  |                                                  |                                                  |                                                  |                               |                               |                                                         |                                                         |                                                         |                                                         |                                                         |                                                         |  |  | Direcção dos Serviços de Provedoria de Justiça | Direcção dos Serviços de Provedoria de Justiça | Direcção dos Serviços de Provedoria de Justiça | Direcção dos Serviços de Provedoria de Justiça | Direcção dos Serviços de Provedoria de Justiça | Direcção dos Serviços de Provedoria de Justiça |  |  | Conselho de Avaliação Técnica    | Conselho de Avaliação Técnica    | Conselho de Avaliação Técnica    | Conselho de Avaliação Técnica    | Conselho de Avaliação Técnica    | Conselho de Avaliação Técnica    |  |  |  |  |  |  |  |  |  |  |                        |                        |                        |                        |                        |                        |  |  |
|  |  |                              |                              |                              |                              |                              |                              |  |  |                                    |                                    |                                    |                                    |                                    |                                    |  |  | Gabinete do Comissário contra a Corrupção | Gabinete do Comissário contra a Corrupção | Gabinete do Comissário contra a Corrupção | Gabinete do Comissário contra a Corrupção | Gabinete do Comissário contra a Corrupção | Gabinete do Comissário contra a Corrupção |  |  |                                                     |                                                     |                                                     |                                                     |                                                     |                                                     |                                  |                                  |                                  |                                  |                                  |                                  |                        |                        | Direcção dos Serviços contra a Corrupção   | Direcção dos Serviços contra a Corrupção | Direcção dos Serviços contra a Corrupção | Direcção dos Serviços contra a Corrupção | Direcção dos Serviços contra a Corrupção | Direcção dos Serviços contra a Corrupção |                                 |                                 |                                  |                                  |                                                  |                                                  |                                                  |                                                  |                                                  |                                                  |                               |                               |                                                         |                                                         |                                                         |                                                         |                                                         |                                                         |  |  | Direcção dos Serviços de Provedoria de Justiça | Direcção dos Serviços de Provedoria de Justiça | Direcção dos Serviços de Provedoria de Justiça | Direcção dos Serviços de Provedoria de Justiça | Direcção dos Serviços de Provedoria de Justiça | Direcção dos Serviços de Provedoria de Justiça |  |  | Conselho de Avaliação Técnica    | Conselho de Avaliação Técnica    | Conselho de Avaliação Técnica    | Conselho de Avaliação Técnica    | Conselho de Avaliação Técnica    | Conselho de Avaliação Técnica    |  |  |  |  |  |  |  |  |  |  |                        |                        |                        |                        |                        |                        |  |  |
|  |  |                              |                              |                              |                              |                              |                              |  |  |                                    |                                    |                                    |                                    |                                    |                                    |  |  |                                           |                                           |                                           |                                           |                                           |                                           |  |  |                                                     |                                                     |                                                     |                                                     |                                                     |                                                     |                                  |                                  |                                  |                                  |                                  |                                  |                        |                        |                                            |                                          |                                          |                                          |                                          |                                          |                                 |                                 |                                  |                                  |                                                  |                                                  |                                                  |                                                  |                                                  |                                                  |                               |                               |                                                         |                                                         |                                                         |                                                         |                                                         |                                                         |  |  |                                                |                                                |                                                |                                                |                                                |                                                |  |  |                                  |                                  |                                  |                                  |                                  |                                  |  |  |  |  |  |  |  |  |  |  |                        |                        |                        |                        |                        |                        |  |  |
|  |  |                              |                              |                              |                              |                              |                              |  |  |                                    |                                    |                                    |                                    |                                    |                                    |  |  |                                           |                                           |                                           |                                           |                                           |                                           |  |  |                                                     |                                                     |                                                     |                                                     |                                                     |                                                     |                                  |                                  |                                  |                                  |                                  |                                  |                        |                        |                                            |                                          |                                          |                                          |                                          |                                          |                                 |                                 |                                  |                                  |                                                  |                                                  |                                                  |                                                  |                                                  |                                                  |                               |                               |                                                         |                                                         |                                                         |                                                         |                                                         |                                                         |  |  |                                                |                                                |                                                |                                                |                                                |                                                |  |  |                                  |                                  |                                  |                                  |                                  |                                  |  |  |  |  |  |  |  |  |  |  |                        |                        |                        |                        |                        |                        |  |  |
|  |  |                              |                              |                              |                              |                              |                              |  |  | Departamento de Assuntos Genéricos | Departamento de Assuntos Genéricos | Departamento de Assuntos Genéricos | Departamento de Assuntos Genéricos | Departamento de Assuntos Genéricos | Departamento de Assuntos Genéricos |  |  | Departamento de Relações Comunitárias     | Departamento de Relações Comunitárias     | Departamento de Relações Comunitárias     | Departamento de Relações Comunitárias     | Departamento de Relações Comunitárias     | Departamento de Relações Comunitárias     |  |  |                                                     |                                                     |                                                     |                                                     |                                                     |                                                     | 1.º Departamento de Investigação | 1.º Departamento de Investigação | 1.º Departamento de Investigação | 1.º Departamento de Investigação | 1.º Departamento de Investigação | 1.º Departamento de Investigação |                        |                        | 2.º Departamento de Investigação           | 2.º Departamento de Investigação         | 2.º Departamento de Investigação         | 2.º Departamento de Investigação         | 2.º Departamento de Investigação         | 2.º Departamento de Investigação         |                                 |                                 | 3.º Departamento de Investigação | 3.º Departamento de Investigação | 3.º Departamento de Investigação                 | 3.º Departamento de Investigação                 | 3.º Departamento de Investigação                 | 3.º Departamento de Investigação                 |                                                  |                                                  | Departamento de Apoio Técnico | Departamento de Apoio Técnico | Departamento de Apoio Técnico                           | Departamento de Apoio Técnico                           | Departamento de Apoio Técnico                           | Departamento de Apoio Técnico                           |                                                         |                                                         |  |  | Departamento de Provedoria de Justiça          | Departamento de Provedoria de Justiça          | Departamento de Provedoria de Justiça          | Departamento de Provedoria de Justiça          | Departamento de Provedoria de Justiça          | Departamento de Provedoria de Justiça          |  |  | Departameno de Pesquisa e Estudo | Departameno de Pesquisa e Estudo | Departameno de Pesquisa e Estudo | Departameno de Pesquisa e Estudo | Departameno de Pesquisa e Estudo | Departameno de Pesquisa e Estudo |  |  |  |  |  |  |  |  |  |  |                        |                        |                        |                        |                        |                        |  |  |
|  |  |                              |                              |                              |                              |                              |                              |  |  | Departamento de Assuntos Genéricos | Departamento de Assuntos Genéricos | Departamento de Assuntos Genéricos | Departamento de Assuntos Genéricos | Departamento de Assuntos Genéricos | Departamento de Assuntos Genéricos |  |  | Departamento de Relações Comunitárias     | Departamento de Relações Comunitárias     | Departamento de Relações Comunitárias     | Departamento de Relações Comunitárias     | Departamento de Relações Comunitárias     | Departamento de Relações Comunitárias     |  |  |                                                     |                                                     |                                                     |                                                     |                                                     |                                                     | 1.º Departamento de Investigação | 1.º Departamento de Investigação | 1.º Departamento de Investigação | 1.º Departamento de Investigação | 1.º Departamento de Investigação | 1.º Departamento de Investigação |                        |                        | 2.º Departamento de Investigação           | 2.º Departamento de Investigação         | 2.º Departamento de Investigação         | 2.º Departamento de Investigação         | 2.º Departamento de Investigação         | 2.º Departamento de Investigação         |                                 |                                 | 3.º Departamento de Investigação | 3.º Departamento de Investigação | 3.º Departamento de Investigação                 | 3.º Departamento de Investigação                 | 3.º Departamento de Investigação                 | 3.º Departamento de Investigação                 |                                                  |                                                  | Departamento de Apoio Técnico | Departamento de Apoio Técnico | Departamento de Apoio Técnico                           | Departamento de Apoio Técnico                           | Departamento de Apoio Técnico                           | Departamento de Apoio Técnico                           |                                                         |                                                         |  |  | Departamento de Provedoria de Justiça          | Departamento de Provedoria de Justiça          | Departamento de Provedoria de Justiça          | Departamento de Provedoria de Justiça          | Departamento de Provedoria de Justiça          | Departamento de Provedoria de Justiça          |  |  | Departameno de Pesquisa e Estudo | Departameno de Pesquisa e Estudo | Departameno de Pesquisa e Estudo | Departameno de Pesquisa e Estudo | Departameno de Pesquisa e Estudo | Departameno de Pesquisa e Estudo |  |  |  |  |  |  |  |  |  |  |                        |                        |                        |                        |                        |                        |  |  |
|  |  |                              |                              |                              |                              |                              |                              |  |  |                                    |                                    |                                    |                                    |                                    |                                    |  |  |                                           |                                           |                                           |                                           |                                           |                                           |  |  |                                                     |                                                     |                                                     |                                                     |                                                     |                                                     |                                  |                                  |                                  |                                  |                                  |                                  |                        |                        |                                            |                                          |                                          |                                          |                                          |                                          |                                 |                                 |                                  |                                  |                                                  |                                                  |                                                  |                                                  |                                                  |                                                  |                               |                               |                                                         |                                                         |                                                         |                                                         |                                                         |                                                         |  |  |                                                |                                                |                                                |                                                |                                                |                                                |  |  |                                  |                                  |                                  |                                  |                                  |                                  |  |  |  |  |  |  |  |  |  |  |                        |                        |                        |                        |                        |                        |  |  |
|  |  |                              |                              |                              |                              |                              |                              |  |  |                                    |                                    |                                    |                                    |                                    |                                    |  |  |                                           |                                           |                                           |                                           |                                           |                                           |  |  |                                                     |                                                     |                                                     |                                                     |                                                     |                                                     |                                  |                                  |                                  |                                  |                                  |                                  |                        |                        |                                            |                                          |                                          |                                          |                                          |                                          |                                 |                                 |                                  |                                  |                                                  |                                                  |                                                  |                                                  |                                                  |                                                  |                               |                               |                                                         |                                                         |                                                         |                                                         |                                                         |                                                         |  |  |                                                |                                                |                                                |                                                |                                                |                                                |  |  |                                  |                                  |                                  |                                  |                                  |                                  |  |  |  |  |  |  |  |  |  |  |                        |                        |                        |                        |                        |                        |  |  |
|  |  | Divisão de Gestão Financeira | Divisão de Gestão Financeira | Divisão de Gestão Financeira | Divisão de Gestão Financeira | Divisão de Gestão Financeira | Divisão de Gestão Financeira |  |  | Divisão de Recursos Humanos        | Divisão de Recursos Humanos        | Divisão de Recursos Humanos        | Divisão de Recursos Humanos        | Divisão de Recursos Humanos        | Divisão de Recursos Humanos        |  |  | Divisão de Sensibilização                 | Divisão de Sensibilização                 | Divisão de Sensibilização                 | Divisão de Sensibilização                 | Divisão de Sensibilização                 | Divisão de Sensibilização                 |  |  | Divisão de Promoção Comunitária e Relações Públicas | Divisão de Promoção Comunitária e Relações Públicas | Divisão de Promoção Comunitária e Relações Públicas | Divisão de Promoção Comunitária e Relações Públicas | Divisão de Promoção Comunitária e Relações Públicas | Divisão de Promoção Comunitária e Relações Públicas |                                  |                                  | Divisão de Informática           | Divisão de Informática           | Divisão de Informática           | Divisão de Informática           | Divisão de Informática | Divisão de Informática |                                            |                                          | Núcleo de Estudos e Organização          | Núcleo de Estudos e Organização          | Núcleo de Estudos e Organização          | Núcleo de Estudos e Organização          | Núcleo de Estudos e Organização | Núcleo de Estudos e Organização |                                  |                                  | Divisão de Investigação Financeira e Informática | Divisão de Investigação Financeira e Informática | Divisão de Investigação Financeira e Informática | Divisão de Investigação Financeira e Informática | Divisão de Investigação Financeira e Informática | Divisão de Investigação Financeira e Informática |                               |                               | Divisão de Declaração de Bens Patrimoniais e Interesses | Divisão de Declaração de Bens Patrimoniais e Interesses | Divisão de Declaração de Bens Patrimoniais e Interesses | Divisão de Declaração de Bens Patrimoniais e Interesses | Divisão de Declaração de Bens Patrimoniais e Interesses | Divisão de Declaração de Bens Patrimoniais e Interesses |  |  |                                                |                                                |                                                |                                                |                                                |                                                |  |  |                                  |                                  |                                  |                                  |                                  |                                  |  |  |  |  |  |  |  |  |  |  | Divisão de Informações | Divisão de Informações | Divisão de Informações | Divisão de Informações | Divisão de Informações | Divisão de Informações |  |  |

## Atribuições
- Desenvolver acções de prevenção e de repressão da prática de crimes de corrupção e de crimes conexos de fraude no sector público e no sector privado;
- Praticar actos de investigação e de inquérito referentes a crimes de corrupção e a crimes conexos de fraude, praticados pelos funcionários, no respeito pela legislação penal e processual penal, sem prejuízo das atribuições conferidas por lei nesta matéria a outros organismos;
- Praticar actos de investigação e de inquérito referentes a crimes de corrupção e a crimes conexos de fraude, verificados no sector privado, no respeito pela legislação penal e processual penal, sem prejuízo das atribuições conferidas por lei nesta matéria a outros organismos;
- Praticar actos de investigação e de inquérito referentes a crimes de corrupção e a crimes conexos de fraude, praticados no âmbito do recenseamento eleitoral e das eleições para órgãos da Região Administrativa Especial de Macau, no respeito pela legislação penal e processual penal, sem prejuízo das atribuições conferidas por lei nesta matéria a outros organismos;
- Exercer acções de provedoria de justiça, promovendo a defesa dos direitos, liberdades, garantias e interesses legítimos das pessoas, assegurando, através dos meios legalmente previstos e outros meios informais, a legalidade no exercício dos poderes públicos, bem como a justiça e a eficiência da administração pública.

## Mandatos de cada Alto Comissário / Comissário

### Alto Comissários (ACCCIA)
- Jorge Alberto de Aragão Seia (22 de Novembro de 1991 a 21 de Novembro de 1995)
- Luís Manuel Guerreiro Mendonça de Freitas (22 de Novembro de 1995 a 19 de Dezembro de 1999)

### Comissários (CCAC)
- Cheong U (20 de Dezembro de 1999 a 19 de Dezembro de 2009)
- Fong Man Chong (20 de Dezembro de 2009 a 19 de Dezembro de 2014)
- Cheong Weng Chon (20 de Dezembro de 2014 a 19 de Dezembro de 2019)
- Chan Tsz King ( 20 de Dezembro de 2019 até ao presente)

## Equipamentos
- Algemas
- Bastão expansível tático
- Smith & Wesson Model 10
- Colt Detective Special

## Legislação
- Lei Básica da Região Administrativa Especial de Macau da República Popular da China[11]
- Lei n.º 1/1999[12]
  - Lei de Reunificação
- Lei n.º 2/1999[13]
  - Lei de Bases da Orgânica do Governo
- Lei n.º 10/2000[2]
  - Lei Orgânica do Comissariado contra a Corrupção da Região Administrativa Especial de Macau
- Regulamento Administrativo n.º 3/2009[5]
  - Organização e Funcionamento do Serviço do Comissariado contra a Corrupção
- Lei n.º 4/2012[7]
  - Alteração à Lei n.º 10/2000 «Comissariado contra a Corrupção da Região Administrativa Especial de Macau»
- Regulamento Administrativo n.º 3/2013[8]
  - Alteração ao Regulamento Administrativo n.º 3/2009 (Organização e Funcionamento do Serviço do Comissariado contra a Corrupção)

## Ligação externa
- Comissariado contra a Corrupção Página electrónica oficial
- Canal no Youtube do CCAC